# Zoran Maksimović
Prof. dr. Zoran Maksimović (Beograd, 18. ožujka 1923. -  Beograd, 16. travnja 2016.), srpski geolog i akademik SANU.

## Životopis
Realnu gimnaziju s velikom maturom završio je u Čačku 1941. godine. Diplomirao je mineraloško-petrografsku grupu PMF u Beogradu 1950., a rujna iste godine izabran je za asistenta Geološkog instituta SAN. Kao stipendist Britanskog savjeta bio je na specijalizaciji u Cambridgeu (1954. – 1956.). Doktorirao je 1957. na PMF u Beogradu s tezom "Geohemija raspadanja ultrabazičnih stena u Srbiji". Iste godine izabran je za docenta za geokemiju na istom fakultetu, a zatim za izvanrednog (1963.) i redovnog profesora na Rudarsko-geološkom fakultetu Sveučilišta u Beogradu (1971.). Bio je šef Katedre za geohemiju, osnovao je Laboratoriju za geohemiju i bio je osnivač Geohemijske škole na beogradskom Univerzitetu. Sudjelovao je po pozivu i kao predavač na mnogim domaćim i međunarodnim skupovima, kao i na sveučilištima u Grčkoj, Kanadi, Mađarskoj, Poljskoj, Rumunjskoj, Rusiji, SAD i Velikoj Britaniji. Bio je član Srpskog geološkog društva (1950.), Mineraloškog društva Velike Britanije (1954.) i počasni član Mineraloškog društva Rumunjske (1997.).

### Znanstveni rad
Najvažnije znanstvene aktivnosti akademika Maksimovića mogu se podijeliti na tri grupe: 
- geokemija i mineralogija ultramafičnih stijena, njihovih produkata hidrotermalne alteracije i površinskog raspadanja, uključujući lateritska ležišta nikla
- geokemija i mineralogija krških boksita i krških ležišta nikla
- geokemija životne sredine, uključujući izvjesne geomedicinske aspekte; s tim u vezi organizirao je u SANU dva međunarodna (1991. i 1996.) i jedan domaći simpozij (1993.) o deficitarnosti selena; također, organizirao je prvi simpozij o magneziju (1998.).

## Djela i priznanja
- Objavio je oko 300 znanstvenih radova i 2 monografije. Otkrio je 8 novih minerala nikla i rijetkih zemalja u Jugoslaviji i Grčkoj.
- Zbog doprinosa znanosti izabran je za dopisnog člana SANU 1974. godine, a za redovnog 1985. godine. Predsjednik je Odbora za geohemiju SANU, sekretar Odeljenja za matematiku, fiziku i geo-nauke (od 26. veljače 1999.) i član Predsjedništva SANU.